# Topochimie
La topochimie est un néologisme créé par contraction de  topologie et chimie, et utilisé pour désigner deux notions :
- la branche de la chimie physique qui traite des réactions qui ont lieu sur ou dans des matériaux solides alors que les réactions chimiques se produisent ordinairement en solution ou sous forme gazeuse. Ce concept a été introduit en 1919 par un chimiste allemand, Volkmar Kohlschütter[1] ;
- la branche de la chimie supramoléculaire qui s'intéresse à la conception et l'étude de composés chimiques liés par une liaison dite « mécanique » (dans le cas des caténanes et rotaxanes) ou ayant la topologie d'un nœud. Introduit par Jean-Pierre Sauvage, le terme[Lequel ?] est principalement utilisé sous ce sens en langue française[réf. nécessaire]. On parle également de topochimie moléculaire ou plus récemment de topologie chimique[2].

## Réactions à l'état solide
En 1918, Kohlshutter a émis le postulat suivant : « Les réactions à l'état cristallin procèdent avec le minimum de mouvements atomiques et moléculaires ». Ainsi, il définit la réaction topochimique comme la réaction pour laquelle la nature et les propriétés des produits obtenus sont influencées par les contraintes de l'environnement périodique tridimensionnel (structure cristalline). 
Ce n'est que dans les années 1960 que les travaux de Schmidt et al. dégagent les principes du contrôle topochimique des transformations unimoléculaires et bimoléculaires :
- la réactivité intrinsèque d'une molécule est moins importante que la nature du compactage des molécules voisines autour du réactif ;
- la distance de séparation, l'orientation mutuelle et la symétrie d'espace des groupements fonctionnels mis en jeu ont un rôle crucial ;
- dans les solides cristallins, il y a très peu - habituellement une - de conformations prises par les molécules, alors qu'elles sont très flexibles à l'état dispersé ;
- les cristaux moléculaires présentent une grande diversité de formes polymorphiques, possédant chacune un conformère particulier ou une symétrie particulière et où la séparation des groupes fonctionnels l'emporte.

## Réacteur moléculaire cristallin
La présence de grandes cavités dans certains réseaux de coordination permet d'imaginer la réalisation de réactions chimiques au sein de ces pores. Ces réseaux, appelés « crystalline molecular flasks », peuvent piéger efficacement deux substrats organiques et permettre leur transformation chimique. En vertu de leur nature cristalline, il est possible de fixer les substrats à des positions choisies et permettre ainsi le contrôle topochimique des réactions dans les pores. Toutefois et contrairement à la chimie des solutions, où les interactions hôte-invité sont généralement ingénieusement conçues, les substrats dans les réseaux de coordination poreux occupent souvent seulement les espaces libres de la structure, plutôt que d'interagir avec des sites spécifiques dans ces pores. Le défi actuel des chercheurs est de concevoir des réseaux de coordination qui accroîtraient l'efficacité des réactions en comparaison avec la voie traditionnelle en solution.

## Sources
- (de) Cet article est partiellement ou en totalité issu d'une traduction de l'article Wikipédia en allemand intitulé « Topochemie ».
- V. Ramamurthy and K. Venkatesan, Chem. Rev. 1987, 87, 433-481